# Вашингтон-Корт-Гауз (Огайо)
Вашингтон-Корт-Гауз (англ. Washington Court House) — місто (англ. city) в США, в окрузі Файєтт штату Огайо. Населення — 14 401 особа (2020).

## Географія
Вашингтон-Корт-Гауз розташований за координатами 39°32′20″ пн. ш. 83°25′41″ зх. д. / 39.53889° пн. ш. 83.42806° зх. д. (39.538860, -83.427938).  За даними Бюро перепису населення США в 2010 році місто мало площу 22,79 км², з яких 22,63 км² — суходіл та 0,16 км² — водойми.

## Демографія
Згідно з переписом 2010 року, у місті мешкали 14 192 особи в 5762 домогосподарствах у складі 3628 родин. Густота населення становила 623 особи/км².  Було 6433 помешкання (282/км²).
Расовий склад населення:
| - 93,5 % — білих - 2,7 % — чорних або афроамериканців - 0,8 % — азіатів - 0,3 % — корінних американців |

До двох чи більше рас належало 2,1 %. Частка іспаномовних становила 1,8 % від усіх жителів.
За віковим діапазоном населення розподілялося таким чином: 25,0 % — особи молодші 18 років, 59,1 % — особи у віці 18—64 років, 15,9 % — особи у віці 65 років та старші. Медіана віку мешканця становила 38,4 року. На 100 осіб жіночої статі у місті припадало 91,1 чоловіків;  на 100 жінок у віці від 18 років та старших — 86,9 чоловіків також старших 18 років.
Середній дохід на одне домашнє господарство  становив 47 752 долари США (медіана — 35 905), а середній дохід на одну сім'ю — 54 230 доларів (медіана — 40 785). Медіана доходів становила 41 170 доларів для чоловіків та 25 645 доларів для жінок. За межею бідності перебувало 21,8 % осіб, у тому числі 33,4 % дітей у віці до 18 років та 9,2 % осіб у віці 65 років та старших.
Цивільне працевлаштоване населення становило 5776 осіб. Основні галузі зайнятості: освіта, охорона здоров'я та соціальна допомога — 23,0 %, виробництво — 20,3 %, роздрібна торгівля — 16,7 %.